# بوينا بارك (كاليفورنيا)
بوينا بارك (بالإنجليزية: Buena Park)‏ هي إحدى مدن مقاطعة أورانج، كاليفورنيا. تم إعطاءها لقب مدينة في 27 يناير، 1953.

## التركيبة السكانية
حدّد مكتب تعداد الولايات المتحدة بيانات التركيبة السكانية لبوينا بارك في تعداد الولايات المتحدة. في ما يلي، التركيبة السكانية حسب تعدادي 2000 و2010.

### تعداد عام 2000
بلغ عدد سكان بوينا بارك 78,282 نسمة بحسب تعداد عام 2000، وبلغ عدد الأسر 23,332 أسرة وعدد العائلات 18,733 عائلة مقيمة في المدينة. في حين سجلت الكثافة السكانية 2,863.3 نسمة لكل كيلومتر مربع (7,415.9/ميل2). وبلغ عدد الوحدات السكنية 23,826 وحدة بمتوسط كثافة قدره 871.5 لكل كيلومتر مربع (2,257.2/ميل2).
وتوزع التركيب العرقي للمدينة بنسبة 52.99% من البيض و3.83% من الأمريكيين الأفارقة و0.96% من الأمريكيين الأصليين و21.06% من الأمريكيين ذوي الأصول الآسيوية و0.51% من سكان جزر المحيط الهادئ و15.19% من الأعراق الأخرى و5.46% من عرقين مختلطين أو أكثر و33.50% من الهسبانيون أو اللاتينيون من أي عرق.
بلغ عدد الأسر 23,332 أسرة كانت نسبة 48.6% منها لديها أطفال تحت سن الثامنة عشر تعيش معهم، وبلغت نسبة الأزواج القاطنين مع بعضهم البعض 59% من أصل المجموع الكلي للأسر، ونسبة 14.8% من الأسر كان لديها معيلات من الإناث دون وجود شريك،  بينما كانت نسبة 6.5% من الأسر لديها معيلون من الذكور دون وجود شريكة وكانت نسبة 19.7% من غير العائلات. تألفت نسبة 14.4% من أصل جميع الأسر من عدة أفراد يعيشون في نفس المنزل ونسبة 5.4% كانت تتألف من شخص يعيش بمفرده يبلغ من العمر 65 عاماً أو أكثر. وبلغ متوسط حجم الأسرة المعيشية 3.32، أما متوسط حجم العائلات فبلغ 3.64.
بلغ العمر الوسطي للسكان 32.0 عاماً. وكانت نسبة 29.3% من القاطنين تحت سن الثامنة عشر، وكانت نسبة 9.7% بين الثامنة عشر والرابعة والعشرين عاماً، ونسبة 32.1% كانت واقعةً في الفئة العمرية ما بين الخامسة والعشرين والرابعة والأربعين عاماً، ونسبة 18.9% كانت ما بين الخامسة والأربعين والرابعة والستين، ونسبة 8.8% كانت ضمن فئة الخامسة والستين عاماً فما فوق. يوجد لكل 100 أنثى 98.4 ذكر، ويوجد لكل 100 أنثى في الثامنة عشر من عمرها فما فوق 95.3 ذكر.
بلغ متوسط دخل الأسرة في المدينة 50,336 دولارًا، أما متوسط دخل العائلة فبلغ 52,327 دولارًا. وكان متوسط دخل الذكور 37,471 دولارًا مقابل 30,287 دولارًا للإناث. وسجل دخل الفرد الخاص بالمدينة 18,031 دولارًا. وكانت نسبة 8% من العائلات ونسبة 11.3% من السكان تحت خط الفقر، وكان من هؤلاء نسبة 14.3% تحت سن الثامنة عشر ونسبة 6.7% في الخامسة والستين من العمر وما فوق.

### تعداد عام 2010
بلغ عدد سكان بوينا بارك 80,530 نسمة بحسب تعداد عام 2010، وبلغ عدد الأسر 23,686 أسرة وعدد العائلات 19,105 عائلة مقيمة في المدينة. في حين سجلت الكثافة السكانية 2,945.5 نسمة لكل كيلومتر مربع (7,628.8/ميل2). وبلغ عدد الوحدات السكنية 24,623 وحدة بمتوسط كثافة قدره 900.6 لكل كيلومتر مربع (2,332.5/ميل2).
وتوزع التركيب العرقي للمدينة بنسبة 45.27% من البيض و3.82% من الأمريكيين الأفارقة و1.07% من الأمريكيين الأصليين و26.68% من الأمريكيين ذوي الأصول الآسيوية و0.57% من سكان جزر المحيط الهادئ و17.47% من الأعراق الأخرى و5.13% من عرقين مختلطين أو أكثر و39.29% من الهسبانيون أو اللاتينيون من أي عرق.
بلغ عدد الأسر 23,686 أسرة كانت نسبة 43.8% منها لديها أطفال تحت سن الثامنة عشر تعيش معهم، وبلغت نسبة الأزواج القاطنين مع بعضهم البعض 57.3% من أصل المجموع الكلي للأسر، ونسبة 16% من الأسر كان لديها معيلات من الإناث دون وجود شريك،  بينما كانت نسبة 7.4% من الأسر لديها معيلون من الذكور دون وجود شريكة وكانت نسبة 19.3% من غير العائلات. تألفت نسبة 14.3% من أصل جميع الأسر من عدة أفراد يعيشون في نفس المنزل ونسبة 5.9% كانت تتألف من شخص يعيش بمفرده يبلغ من العمر 65 عاماً أو أكثر. وبلغ متوسط حجم الأسرة المعيشية 3.37، أما متوسط حجم العائلات فبلغ 3.67.
بلغ العمر الوسطي للسكان 35.1 عاماً. وكانت نسبة 25.3% من القاطنين تحت سن الثامنة عشر، وكانت نسبة 10.7% بين الثامنة عشر والرابعة والعشرين عاماً، ونسبة 28.2% كانت واقعةً في الفئة العمرية ما بين الخامسة والعشرين والرابعة والأربعين عاماً، ونسبة 25.2% كانت ما بين الخامسة والأربعين والرابعة والستين، ونسبة 10.6% كانت ضمن فئة الخامسة والستين عاماً فما فوق. وتوزع التركيب الجنسي للسكان بنسبة 49.3% ذكور و50.7% إناث.